# رولز رويس موتورز

رولز رويز (من افخم السيارات في العالم)و من اغلاها

شعار شركة رولزرويس

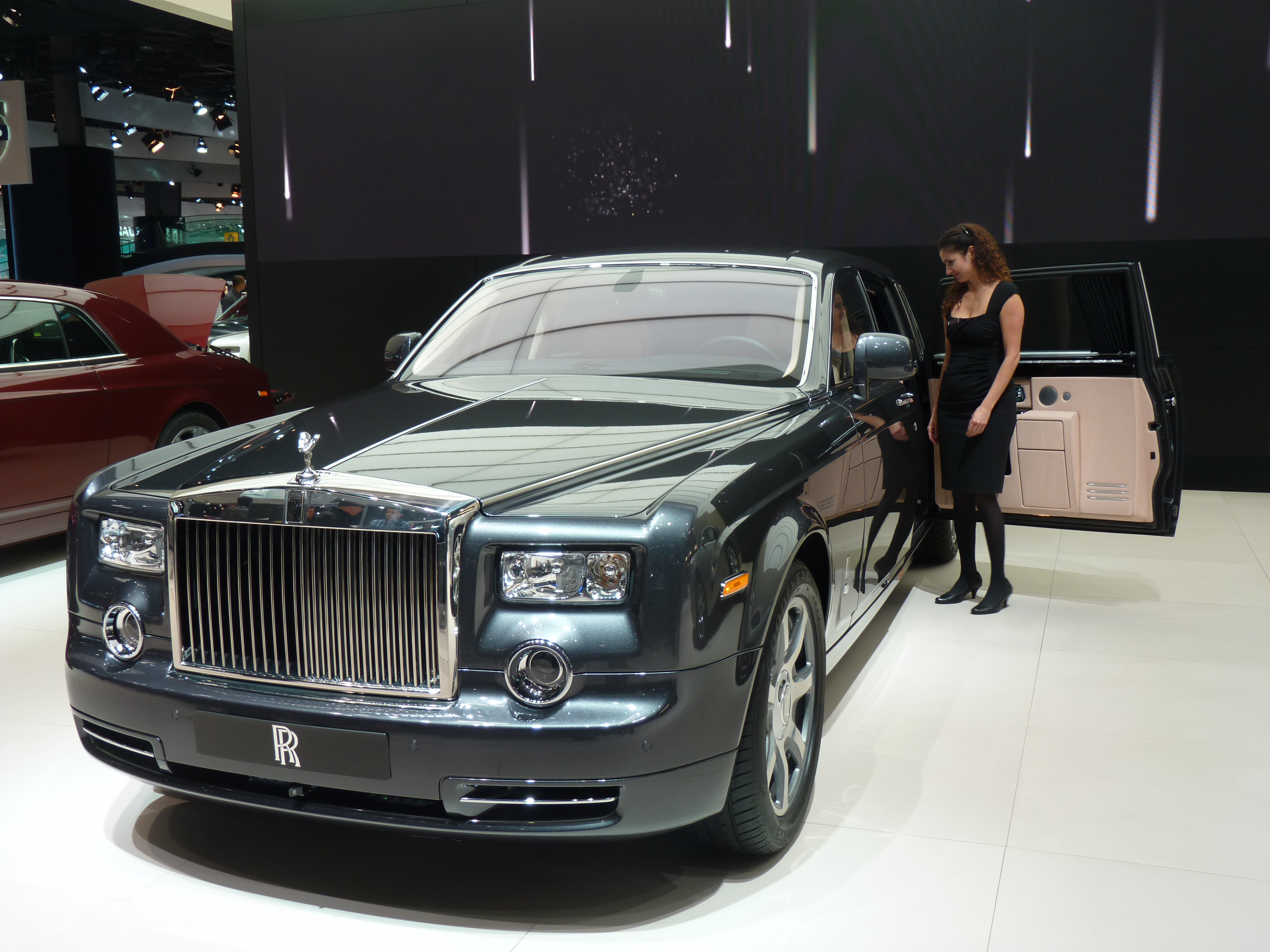
رولز رويس فانتوم

رولز رويس (بالإنجليزية: Rolls-Royce)‏ واحدة من أكثر السيارات رفاهية وأغلاها ثمناً وأقربها لأبناء الطبقة الأرستقراطية التي اهتمت بهذه النوعية من السيارات الإنجليزية الفخمة منذ أيامها الأولى، حيث كانت هذه السيارة منذ عام 1946م تجمع يدوياً في موقعها التاريخي في كرو شمال إنجلترا.

## التاريخ
وفي العام 1931 م اتحدت رولز رويس مع بنتلي، و غير أن ذلك لا يخفى علينا بأن الشركة البافارية الألمانية بي إم دبليو BMW هي الشركة الام ل رولز رويس
وكان ل BMW أول تدخل لها في تصميم السيارة الفارهة وأول بصمة لها فانتوم واشتهرت رولز رويس وانتشرت بشكل ملفت للنظر في العالم العربي فكثير منها صنعت وأنتجت بمواصفات خاصة للملوك والروؤساء، وكثير منها ذهب لصفوة المجتمع العربي.
كما تمتلك شركة رولز رويس مصنع لصناعة المحركات التربينية وخصوصاً محركات الطائرات.

## منتجات السيارات

### رويلز رويس فانتوم
تم الكشف بشكل نهائي عن هذا المنتج عام 2003 بعد العديد من التجارب الهندسية التي استمرت نحو سنين من العمل الدؤوب ٬ فأفردت لها الشركة مصنعا خاصا في جنوب إنجلترا حيت توضع فيه اللمسات الأخيرة على السيارة بعد أن شركة بي إم دبليو BMW الألمانية هي المالكة لشركة رولز رويس والتي أرادت أن تنتج أول ما تنتج سيارة فخمه تجمع بين الماضي وأصالته والحاضر ورفاهيته فالسيارة تعمل تحت أي ظروف حيث تمت تجربتها في جميع بقاع الأرض شرقا وغربا. وتنتج الشركة حاليا بمعدل خمس سيارات يوميا أي ما يقارب 15000 سيارة سنويا بمعدلات متفاوتة، فلا تخرج السيارة من مقرها بجنوب إنجلترا إلا وقد استوفت حقها من العمل الجاد ٬ حتى أبسط العيوب التي لا ترى؛ لا تمر عليهم مرور الكرام.

### المواصفات الميكانيكية
تدار السيارة بمحرك V12 ذي سعة الــ 6.75 لترا ويتميز المحرك بالقدرة الهائلة والتي قد تصل إلى 453 حصانا والعزم الفائق مع الاقتصاد في استهلاك الوقود. تبلغ السرعة القصوى للسياره 260كم/س وزمن تسارع يصل إلى 100 كم/ س في مدة 6.1 ث.
و تمتاز السيارة بنظام الضخ البنزيني المباشر ما يمكن زيادة القوة والعزم مع استهلاك استخدام الوقود إذ أنه يستغني عن فراشة تعديل غزارة الهواء بصمام يفتح ويغلق أوتوماتيكيا من 0.2 مل والمحرك متوقف إلى 9.8 والمحرك يعمل طالبا أقصى ضغط ٬ وموزعا أثناء ذلك غزارة الهواء على حسب معدل دوران الأسطوانة RPM.
يبلغ استهلاك السيارة خارج المدينة وعلى الطرق السريعة من الوقود معدلا يصل إلى 11 لترا لكل مائة كم تقريبا على عكس استهلاك السيارات العادية التي تستهلك تقريبا لترا واحدا لكل 8 كيلو مترا تقريبا بنسب تتفاوت من سيارة لأخرى. فمع هذا العزم الهائل نجد أن سيارة فانتوم تتفوق في القدرة وفي الاستهلاك المثالي للوقود.

### الهيكل الخارجي
تتميز فانتوم بالتصميم الكلاسيكي ذي النزعة الإنجليزية بالإضافة إلى الابتكارات الهندسية الهائلة التي أضافتها إليها شركة BMW ٬ فنجد أن السيارة تتميز بغطاء خلفي طويل وقاعدة عجلات طويلة وغطاء أمامي قصير.
أما العجلات فتتمير بأنها من الألومنيوم بقطر يصل إلى 21 بوصة، كما أنها مزودة بتقنية السير بلا هواء لمسافة تصل إلى 160 كم ٬ وفي الأمام توجد كشافات مصنوعة من الزينون مع كاشف رؤية خلال الضباب يتميز بشكله الدائري ويوجد بمحاذاته مقدمة السيارة المصنوعة من شرائح ألومنيوم يعلوها شعار رولز رويس الشهير على شكل ملاك له جناحان نحت خصيصا للشركة ومزود بتقنية عالية إذ أنه ديناميكي؛ حيث يمكن إخفاؤه أو إظهاره، كما أنه مزود بتقنية أمان فيدخل مكمنه لحظة الاصطدام مباشرة ; كما أن السيارة تتوفر بدرجات لونية مختلفة حسب الطلب وتقدر بحوالي 24000 تدرج لوني مختلف.

## رولز رويس رايث
رولز رويس رايث هي أقوى سيارات رولز رويس وأكثرها تطوراً على الإطلاق، وقد تمّ كشف النقاب هذا الطراز الجديد كلياً في معرض جينيف الدولي عام 2013 بمواصفات حديثة وجريئة تضفي قوة التصميم الرياضي إلى ما تُعرف به رولز رويس من فخامة
تشبه رايث سيارات السباق العالمية بتصميمها الخارجي مع السقف المنحدر الذي يوحي الأناقة والقوة، بينما تؤكد الخطوط الديناميكية الهوائية على المظهر الرياضي وهو ما تبرزه أكثر تلك الجوانب العريضة، وخاصة مع الطلاء ذي اللونين التي تزيد التصميم وضوحاً وتترك للمشترين حرية تشكيل سياراتهم وفق ذوقهم.
وتبقى رايث سيارة رولز رويس بكل تأكيد، حيث حافظت على نفس الأبعاد مع المؤخرة الطويلة واللمسات العريقة المتوارثة في سيارات رولز رويس كالأبواب التي تفتح إلى الخلف والشبك الأمامي الشبيه بواجهات المباني الرومانية القديمة. ولكنها تحمل هويتها الخاصة التي تميزها عن باقي الطرازات من القرن الماضي، والتي تظهر من خلال المؤخرة العريضة وغطاء المحرك الأطول والزجاج الجانبي المنحدر.
تحمل المقصورة كل مواصفات الفخامة والأناقة المعهودة في سيارات رولز رويس كالجلد الفاخر والمصنوعات اليدوية والقشرة الخشبية المصقولة ولأرضيات الصوفية، كما تحتوي الأبواب على المظلات المستخدمة في كل طرازات رولز رويس ويمكنك اختيار قماش من نوع خاص لتغطية السقف لتصنع أجواء شبيهة بالسماء المتلألئة ليلاً، وهي ميزة أخرى توفرها طرازات رولز رويس.
إلا أنّ هذه السيارة صُنعت من أجل القيادة، كما توحي مؤشرات العدادات البرتقالية وأجهزة التحكّم الحديثة بما تتمتع به رايث من رشاقة وقوّة كبيرة، حيث تتمتع رايث بأقوى الأنظمة الحركية في طرازات رولز رويس وأكثرها تطوراً. وتتمتع رايث بميزة تُستخدم للمرة الأولى في سيارات رولز رويس، وهي ناقل التروس الذي تسانده الأقمار الاصطناعية والذي يستخدم نظام الملاحة ليمشّط الطريق أمام المركبة ثمّ يختار الترس الأفضل أوتوماتيكياً.
ويحتوي الكونسول على أداة تحكّم دائرية مع لوحة تعمل باللمس، لتستطيع استخدام الشبكة العنكبوتية وإجراء الاتصالات الهاتفية والنظام الملاحي بحركة بسيطة من أصبعك. كما تضم المقصورة بالطبع نظاماً صوتياً مطوراً مع 18 سماعة يحتوي على مقابس USB ووصلات لأجهزة الآيبود

## الأثاث الداخلي
أما السيارة فتتميز من الداخل بالاتساع الشديد ٬ فقد اتسعت المسافة بين المقعد الخلفي والأمامي حتى يتمكن الراكبين من الاستمتاع بقيادة رائعة لسيارة فاخرة ٬حيث زودت السيارة بمقاعد خلفية عريضة مصنوعة من الجلد الطبيعي يدويا والأبواب مغلفة بأنواع من الخشب تنقسم إلى ستة أنواع يختار منها العميل ما يريد وتتميز بالفخامة.
ويتوفر في السيارة مقود إلكتروني مغلف بالجلد والخشب ٬ ومزود بتقنية التحكم في شدة الصوت الناتج عن 15 مكبر صوت تعتمد على نظام لوجيك 7 ٬ وبالإضافة إلى ساعة رولز رويس تتوسط أعلى التابلوه ٬ ونظام تكييف إلكتروني ومكابس الأبواب من الكروم٬ أما السقف فهو مبطن بالقماش الفاخر وأزرار إلكترونية مزودة بنظام الكبس والعديد من الكماليات كثلاجة لحفظ المشروبات وشاشتان مثبتتان على ظهري مسندي الرأس الامامية تعملان من خلال الدي في دي ٬ ونظام ملاحي لتحديدالأماكن عن طريق الأقمار الصناعية.

### عائلة فانتوم
سيارة فانتوم الفخمة الفارهة.
سيارة فانتوم ذات قاعدة الإطارات المتسعة.
سيارة كوبيه.
سيارة كوبيه مفتوحة السقف.